# 김수찬 (가수)
김수찬(金秀燦, 1994년 11월 18일~)은 대한민국의 트로트 가수 겸 작사가, 작곡가, 방송인이다.

## 학력
- 서울남부초등학교 (2007년 2월 졸업)
- 인하대학교 사범대학 부속중학교 (2010년 2월 졸업)
- 학익고등학교 (2013년 2월 졸업)
- 백석예대 음악학과 13학번 (2016년 2월 전문학사 - 2014년 당시 1년간 휴학.)
- KAC 한국예술원 실용음악예술계열 실용미디어보컬음악학과 4년제 학사편입과정 17학번 (휴학)

## 경력
- 2015년 세계특공무술협회 홍보대사
- 2015년 한국장애인농축산기술협회 홍보대사

## 음반
| 발매             | 제목               | 비고 |
| ---------------- | ------------------ | ---- |
| 2012년 5월 21일  | 오디션             | 싱글 |
| 2013년 12월 10일 | 2집 간다 간다      | 정규 |
| 2015년 7월 27일  | 딱 보면 알아요     | 싱글 |
| 2015년 10월 27일 | 대구 아가씨        | 싱글 |
| 2016년 10월 6일  | 평행선             | 정규 |
| 2019년 1월 30일  | 사랑의 해결사      | 싱글 |
| 2020년 7월 4일   | 수찬노래방         | EP   |
| 2021년 1월 14일  | 사랑만 해도 모자라 | 싱글 |
| 2023년 3월 20일  | 김수찬 1집 "공존"  | 정규 |

## 방송
- 2010년 8월 1일 KBS 1TV 《전국노래자랑》 - 충청남도 보령시 편 최우수상
- 2014년 JTBC 《히든싱어 2》
- 2019년 KBS 2TV 《뮤직뱅크》
- 2019년 tvN 《쇼! 오디오자키》
- 2019년 MBN 《속풀이쇼 동치미》
- 2020년 TV조선 《내일은 미스터트롯》
- 2020년 MBC TV 《미스터리 음악쇼 복면가왕》: 캬~ 술술 넘어가는 노래 한 사발 (참가자)
- 2020년 TV조선 《신청곡을 불러드립니다 - 사랑의 콜센타》 (레인보우팀)
- 2020년 KBS 2TV 《불후의 명곡》
- 2021년 1월 1일 MBC TV 신년특집 《스친송》 (파일럿)
- 2021년 MBC 스포츠플러스 《달려라 댕댕이》
- 2023년 4월 22일 ~ 현재 KBS 2TV 《살림하는 남자들》 고정 출연 중
- 2023년 5월 26일 ~ 현재 KBS 1TV 《아침마당》 매주 금요일 진행자
- 2024년 2월 13일 SBS 《강심장 VS》게스트
- 2024년 5월 30일 KBS 2TV 《박원숙의 같이 삽시다 시즌3》 게스트

## 수상

### 시상식
- 2010년 제19회 인천청소년가요제 대상 수상
- 2019년 소리바다 베스트 케이뮤직 어워즈 트로트 신인상
- 2020년 소리바다 베스트 케이뮤직 어워즈 신한류 트로트 핫스타상